# Hasmoneovské království
Hasmoneovské království (někdy také hasmonejské království) vzniklo postupným vymaňováním se ze seleukovské nadvlády, které začalo makabejským povstáním roku 167 př. n. l. Roku 142 dosáhl Šimon Makabejský úplné nezávislosti a založil dynastii Hasmoneovců. Moc Šimona Makabejského a Jana Hyrkána vycházela z jejich velekněžského úřadu, s rostoucí mocí se však Hasmoneovci stále více odkláněli od původních ideálů makabejského povstání a vytvářeli hierokratickou a prohelénskou vrstvu saduceů. Ztráceli tak své zklamané přívržence (farizeje a esejce) a židovská společnost se začala štěpit. Nesourodost obyvatelstva se ještě více zvětšila po podmanění Samařanů a Idumejců.
Aristobúlos I. se rozhodl pojistit si svou pozici královským titulem, takže Judsko poprvé od zániku judského království roku 586 př. n. l. znovu získala vlastního krále. Za jeho nástupce Alexandra Jannaia se spory mezi saduceji a farizeji vyhrotily natolik, že farizeové proti králi povstali a jejich povstání bylo krutě potlačeno až po šesti letech. Královna Salómé Alexandra dokázala tyto spory umně utišit, po její smrti se však rozpoutaly boje o následnictví. Soupeři o trůn nakonec do země roku 63 pozvali římského vojevůdce Pompeia.
Pompeius podřídil království římské správě. V důsledku mocenských bojů uvnitř římské říše a partského vpádu do Sýrie však byla římská moc v Palestině oslabena, čehož využili přívrženci Hasmoneovce Antigona, kteří roku 40 př. n. l. povstali, vyhnali ze země římského správce Heroda a Antigona ustavili králem.
Herodes se ovšem utekl k římskému senátu, jenž mu udělil titul židovského krále. Roku 37 př. n. l. Herodes Judsko dobyl. Jeho rozporuplná vláda se vyznačovala uklidněním poměrů, ekonomickým růstem, přestavbou jeruzalémského chrámu a výstavbou pevností, vodovodů a divadel, zároveň však také brutálními popravami svých skutečných i domnělých odpůrců.
Po Herodově smrti roku 4 př. n. l. se království rozdělilo. Jeho jádro získal Archelaos, jemuž však Římané po stížnostech obyvatel na jeho krutost vládu odebrali a přeměnili tuto oblast na římskou provincii Judaea.

## Historie

### Makabejští a Hasmoneovci

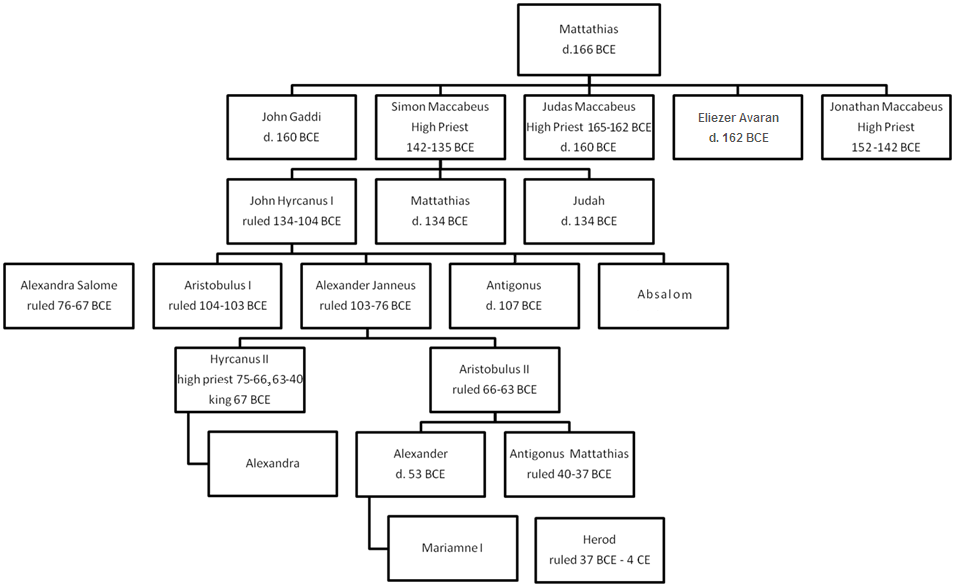
Rodokmen Makabejských a Hasmoneovců

Dynastie Hasmoneovců vzešla z Šimona Makabejského, jenž byl příslušníkem rodiny Makabejských. Název hasmoneovské dynastie (hebrejsky חשמונאים Chašmonajim) je odvozen od Hašmonaje, jenž byl otcem Matatjáše, který spolu se svým synem roku 167 př. n. l. zahájil makabejské povstání proti seleukovské nadvládě a znesvěcování Hospodinova Chrámu v Jeruzalémě. Povstání bylo úspěšné, takže moc Makabejských vzrostla natolik, že Seleukovci nakonec Jonatánovi Makabejskému roku 153 přiznali titul velekněze.
Pod Jonatánovou vládou se Judsko stále více vymaňovalo z moci Seleukovců, Diodotos Tryfón proto nechal roku 142 př. n. l. Jonatána zavraždit. Na jeho místo však vzápětí nastoupil Šimon Makabejský, jehož moc již Seleukovci zlomit nedokázali. Roku 139 navíc Šimonovo poselstvo dosáhlo uznání nové hasmoneovské dynastie u Římanů.
Ačkoli Šimon porazil vnějšího nepřítele, jeho pozice uvnitř Judska nebyla zcela pevná. Byl sice ustanoven veleknězem, což byla funkce požívající nejen největší náboženské, nýbrž také největší politické autority, nepocházel však z kněžského rodu Sádokovců. Šimon proto svou velekněžskou legitimitu odvozoval od „vůle lidu“. S rostoucí mocí Makabejských se navíc začaly v samotném rodě rozvíjet intriky, jimž za oběť padl i samotný Šimon – roku 135 jej nechal jeho zeť Ptolemaios zavraždit.

### Jan Hyrkán I. (135–104)

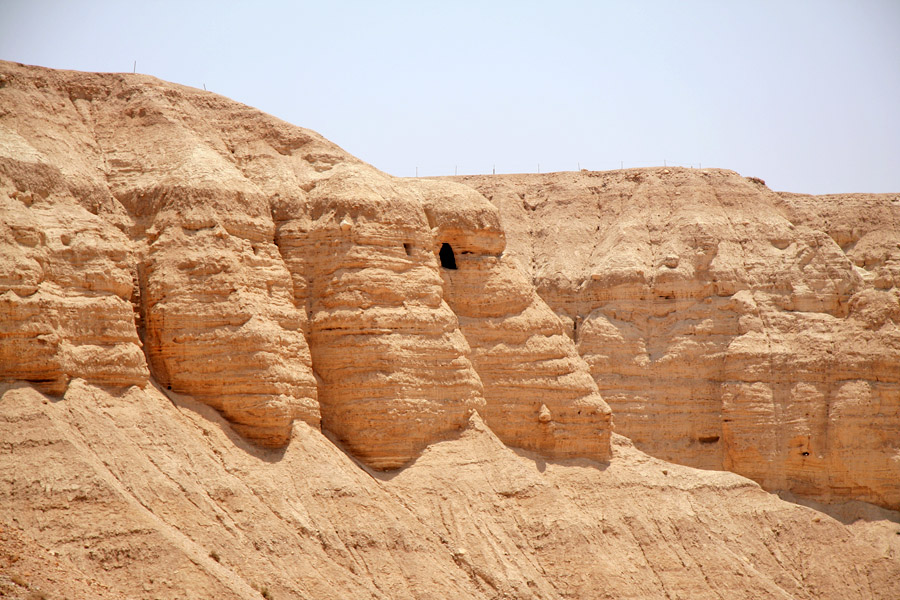
Esejské sídliště Kumrán

Šimonovu synu Janu Hyrkánu I. se ovšem podařilo uprchnout a prosadit se proti Ptolemaiovi. Seleukovský král Antiochos VII. se pokusil využít zmatků v Judsku a oblehl Jeruzalém, Janu Hyrkánovi se však podařilo vykoupit. Aby Jan Hyrkán posílil svou moc, vybudoval žoldnéřské vojsko, s jehož pomocí značně rozšířil území své vlády zejména na Samařsko a část Idumeje, což bylo možné díky oslabení seleukovské říše v důsledku jejích neúspěšných bojů s Parthy.
Upevňováním postavení Hasmoneovců však nedocházelo k překonávání rozporů v židovské společnosti. Makabejské povstání bylo namířeno nejen proti Seleukovcům, ale také proti zpolitizované helénizované hierokracii (kněžské aristokracie) a laické aristokracii a jejím vzájemným bojům. S rostoucí mocí se však Makabejští začali od původních ideálů odklánět, sami se začali helénizovat a vytvářet hierokratickou vrstvu saduceů.
Makabejští tak začali již za vlády Jonatána Makabejského ztrácet podporu svých dřívějších významných spojenců, jež se nazývali chasidim („zbožní“). Toto hnutí značně apokalyptického charakteru se roku 136 rozštěpilo. Od esejců, kteří zklamání z Hasmoneovců vyřešili stažením se do ústraní Judské pouště, kde za vlády Jana Hyrkána vybudovali své sídliště Kumrán, se odtrhla skupina farizeů, jejichž náboženské představy byly umírněnější, na druhou stranu však aktivně vystupovali proti saduceům a žádali návrat k ideálům makabejského povstání.

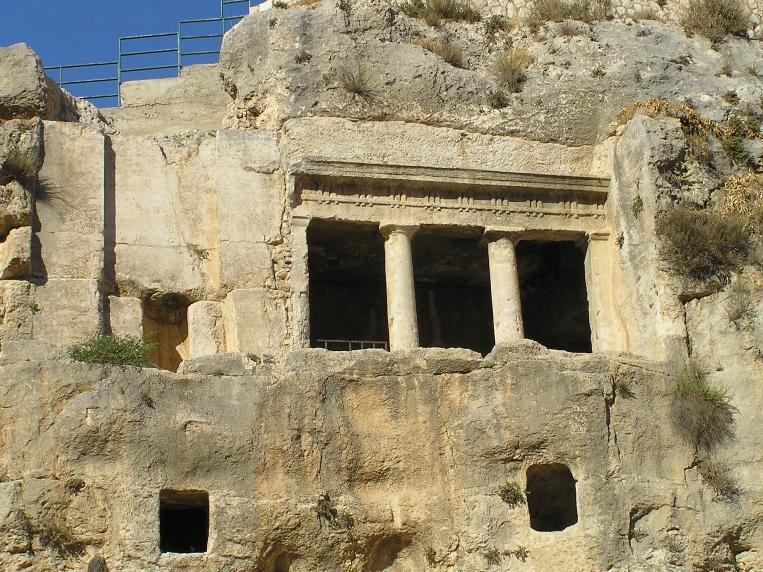
Hrobka Bnej Chazir v Jeruzalémě vybudována za vlády Hasmoneovců

Podmanění Samařané a Idumejci byli vůči Hasmonejcům (a ostatně vůči všem Judejcům) ještě nepřátelštější. Samařanům, kteří vyznávali svou vlastní formu judaismu, totiž Jan Hyrkán zbořil jejich chrám na hoře Gerizim, čímž jen vyhrotil již několik staletí trvající nevraživost mezi Judejci a Samařany. Idumejce Jan Hyrkán pro změnu donutil k přijetí židovství a obřízce.

### Hasmoneovské království (104–63)
Ačkoli Jan Hyrkán určil, že po jeho smrti má vládnout jeho manželka, jejich syn Aristobúlos I. (104-103) matku nechal vyhladovět ve vězení a druhorozeného Hyrkánova syna nechal zavraždit. Na hlavu si sám vsadil královskou korunu, čímž Judsko získalo svého vlastního krále poprvé od zániku judského království roku 586 př. n. l. Jeho vláda však trvala pouhý rok, neboť již po roce smrtelně onemocněl. Vdova po Aristobúlovi se vdala za svého švagra, třetího Hyrkánova syna Alexandra Jannaie (103-76).
Alexandros se musel vypořádávat s výbojným Ptolemaiem IX. Sótérem II., jenž však musel ustoupit kvůli nestabilitě v Egyptě. Alexandros zahájil protiútok a získal oblasti na pobřeží Středozemního moře okolo města Gazy. Vzápětí se však spory mezi saduceji a farizeji vyhrotili natolik, že farizeové proti vládnoucí vrstvě povstali a přivolali dokonce Seleukovce Démétria III., s jehož pomocí Alexandra roku 88 porazili. Vítězství Seleukovců však mnohé Židy vyděsilo a přidali se na Alexandrovu stranu. Když Démétrios viděl, že má Alexandr stále podporu obyvatelstva, stáhl se a Alexandr zahájil v zemi hrůzovládu. Když farizejské hnutí dostatečně potlačil, začal s další expanzí, tentokrát do území ležících na východním břehu Jordánu.

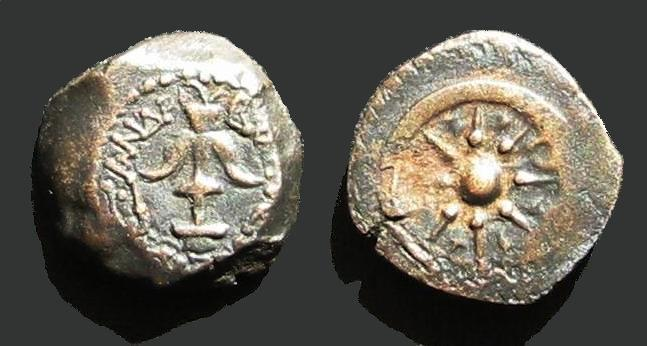
Mince Alexandra Jannaie

Po Alexandrově smrti roku 76 se vlády ujala jeho manželka Salómé Alexandra (76-67). Snažila se uklidnit farizeje tím, že je ustanovovala správci a že svého profarizejského syna Hyrkána ustavila veleknězem. Na druhou stranu však zkrotila touhu farizeů po pomstě za příkoří, jež trpěli za vlády Alexandra Janaie. Po smrti Salómé Alexandry se moci chopil její mladší syn Aristobúlos II., který bratrovi s pomocí saduceů uzurpoval také velekněžský titul. Hyrkán se však obrátil s žádostí o pomoc na Idumejce Antipatra. Aristobúlos musel uprchnout z Jeruzaléma, obrátil se však s žádostí o pomoc na římského vojevůdce Pompeia, který byl tou dobou v Sýrii a jehož pomocí Hyrkána porazil. Hyrkán si však vzápětí dokázal Pompeia získat, takže Pompeius se svým vojskem roku 63 vstoupil do Judska podruhé, Aristobúla zajal a Hyrkána ustanovil veleknězem.

### Mezi samostatností a okupací (63–37)
Pompeius však Hyrkánovi vrátil jen jeho náboženskou autoritu. Politickou autoritu získal římský syrský prokonzul Gabinius, který hasmoneovské království rozdělil na pět oblastí spravovaných aristokratickou radou, čímž království oslabil a umožnil snadnější prosazování římských zájmů. Klid ovšem římská správa této oblasti nepřinesla. Po vypuknutí boje o moc v římské říši mezi Caesarem a Pompeiem, nechal Pompeius zavraždit Aristobúla i jeho syny (kromě Antigona), aby je Caesar nemohl použít k posílení své pozice na východě říše. Caesara však podpořil Hyrkánův spojenec Antipatros, a tak když Caesar mocenský boj vyhrál, ustavil roku 47 Antipatra judským správcem a Hyrkána II. potvrdil ve funkci velekněze.
Antipatros tak získal politickou i vojenskou moc, jeho povinností však bylo odvádět Římanům tribut. Své syny Fasaela a Heroda ustanovil vojenskými veliteli. Brzy však Palestina upadla do nových zmatků. Antipatros sice dokázal získat Cassiovu přízeň, záhy však byl otráven. Parthského vpádu do Sýrii pak využili Antigonovi spojenci, kteří v Judsku vyvolali vzpouru, vyhnali Heroda, Hyrkána zneschopnili pro výkon velekněžské funkce uřezáním uší a Antigona roku 40 učinili králem.

### Herodovci (37 př. n. l.– 6 n. l.)

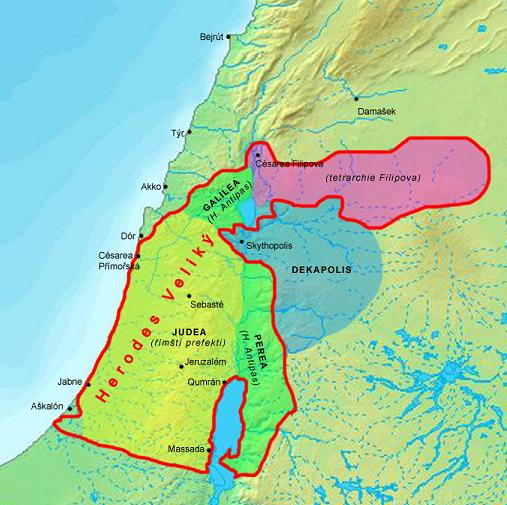
Rozsah vlády Herodovců

Hlavní článek: Herodovské království